# Stolnica sv. Trojice, Laval
Cathédrale de la Sainte-Trinité de Laval
Stolnica svete Trojice (Cathédrale de la Sante-Trinité de Laval) je rimskokatoliška stolnica v Lavalu, v Franciji. 
Gradnja se je začela v enajstem stoletju, nakar je v preteklih stoletjih doživela veliko sprememb, preden je dobila sedanjo podobo v začetku dvajsetega stoletja. Ta preoblikovanja ji dajejo značaj brez prave usklajenosti.
Najprej preprosta kapela in cerkev, je postalo stolnica leta 1855, v času ustanovitve škofije Laval. Leta 1840 je bila izbrana, skupaj s 1034 drugimi antičnimi in srednjeveškimi spomeniki, na seznam zgodovinskih spomenikov. 

## Zgodovina

### Srednji vek
Cerkev je bila ustanovljena kot župnijska kapela v enajstem stoletju. Mesto Laval se je potem razvilo okoli gradu in ozemlje je pripadalo samostanu Notre-Dame de Pritz, ki se je nahajala nekaj kilometrov proti severu. Ta samostan je imel v lasti tudi samostan Couture, v bližini La Mansa. Zato so menihi iz Couture začeli z izgradnjo kapelice leta 1070. Čas in okoliščine  ustanovitve cerkve svete Trojice, so predmet zgodovinskih polemik, ki jih proučujejo Isidore Boullier, od napake, ki jo vsebuje prvotna rodoslovna in zgodovinska literatura Topografski slovar province Maine, delo André René Le Paige.
Opomba, napisana v rokopisu v devetnajstem stoletju, meniha iz samostana Couture, ki vsebuje pamflet Remi d'Auxerre, sv. Avguština in sv. Ambroža, vsebuje prvo pisno omembo cerkve svete Trojice. Ta dokument vsebuje informacije o času cerkvene stavbe, kakor tudi njegov preprost načrt.
Majhna romanska cerkev je bila zgrajena v enajstem stoletju. Stala je znotraj mestnega obzidja in zaradi ozkosti razpoložljivega zemljišča, ni bila obrnjena proti vzhodu, temveč jugovzhodno. Poleg tega je bil kor zgrajena na nasipu.
Širitve so potekale ob koncu 12. stoletja, ko je bila stavba povzdignjena v župnijsko cerkev med letoma 1150 in 1185. Dodani so bili anžujski gotski loki in stolp. Ustoličenje Guya X. Lavalskega leta 1333, ki so jo praznovali z nenavadnim pompom, je bil vzrok nesreče, ki je zanetila požar.
Zgodnja cerkev je imela ladjo, ki je približno enake velikosti kot je videti danes. Transept je bil ozek, podprt z velikim polkrožnim lokom še vedno vidnim. Zvonik je se nahajal na križišču, na istem mestu kot danes. Kor je sestavljen iz apside s kupolo, ki jo obdajata dve absidioli.
Leta 1383 je strela zanetila ogenj, ki je poškodoval streho.

### Sodobni čas
Med stoletno vojno so Laval zavzeli Angleži, in ga nato dobili nazaj Francozi. Mesto je bilo poškodovano in v drugi polovici petnajstega stoletja so potekala obnovitvena dela, vključno z gradom. Mesto se hitro pobralo, trgovina s tekstilom je zagotavljala blaginjo in večanje števila prebivalcev.
Tudi cerkev sv. Trojice je imela koristi od razvoja mesta, saj so potekale številne izboljšave. Leta 1462 se je delo začelo z gradnjo zakristije, ki meji na jugozahodno steno ladje in novo emporo leta 1465. Romanski kor je bil leta 1482 porušen in prenovljen na račun starega pokopališča. Nova tla so bila ravna, dodali so dve kapeli.
V šestnajstem stoletju so cerkev še vedno povečevali. Zaradi pomanjkanja prostora so jo širili v Renesančno ulico. Na jugozahodu, je bila cerkev obdana z obzidjem, ki je predstavljalo nepremostljivo oviro. V tem času so župljani nasprotovali grofu Guyu XVI. Lavalskem. Vstaja leta 1516 proti je prisilila grofa, da je pobegnil.
Za denar vernikov sta bili zgrajeni dve kapeli severozahodno od kora. Zgrajena med letoma 1517 in 1541 predstavljata popoln prelom s preostalim delom cerkve, saj gre za renesančno arhitekturo. Najbolj značilna podrobnost sta ovalna kupola in portal. Člani družine Laval so darovali okna.
16. januar 1563 je bila cerkev z zvonikom spet uničena. Dela na obnovi so bila končana leta 1597. Delo je bilo dejansko prekinjeno zaradi verskih vojn med letoma 1583 in 1595.
Stopnišče je bilo zgrajena pred letom 1734. 2. februarja leta 1701 je nevihta porušila 40 metrov visoko konstrukcijo ladje. Zrušil se je del oboka. Dogodek je opisan v knjigi Isidore Boullier,  Recherches historiques sur l’église et la paroisse de la Trinité de Laval, Laval, 1845, p. 310-313. 
Med izdelavo podaljška so uredili tudi notranjost cerkve. Prav tako so jo morali popraviti in utrditi po poškodbah večjega orkana leta 1701. Pred revolucijo je imela cerkev petnajst oltarjev in več velikih retablov. Leta 1770 so postavili prve orgle.
V času revolucije je bila cerkev le minimalno poškodovana. Leta 1840 so porušili mestno obzidje, ki se je nahajajo v bližini stolnice in pustilo veliko prostora za gradnjo. Cerkev se je lahko razširila na jugozahod. Med letoma 1847 in 1850kot so zavarovali romanski dele kora. 
Cerkev postala stolnica leta 1855, vendar ni bila načrtovana nobena razširitev. Poškodbe orkana iz leta 1702, ko so bili poškodovani stebri in oporniki ladje so bili okrepljeni. Južna fasada, ki je bila razpokana, so obnovili v romanskem slogu med letoma 1889 in 1900. Nova zakristija, zgrajena leta 1897, je bila zadnje podaljšanje. Leta 1900 so stebre, ki so podpirali stolp, nadomestili z granitnimi stebri.

## Arhitektura

### Zgradba
Stolnica ima tloris nepravilnega latinskega križa. Ladja je ohranila svoje dimenzije iz enajstega stoletja, vendar je bila v dvanajstem stoletju bistveno spremenjena z dodatkom gotskih obokov. Ima samo eno ladjo in tri kvadratne obočne pole. Ostanki cerkve iz enajstega stoletja so redki, nekaj je romanskih sledov. Najnovejši in najbolj vidni elementi so oboki prečne ladje.
Del iz dvanajstega stoletja ima dve stopnji. Oboki se zgledujejo po tistih iz stolnice Saint-Maurice v Angersu. Ti temeljijo na zelo ukrivljenih rebrastih obokh, ki so značilni za anjousko gotiko.
Osvetlitev ladje je tudi podobna tisti v Angersu. Vsako polje je osvetljeno z dvema dvojnima polkrožnima oknoma.
- L'arc séparant la nef du transept et les anciens passages berrichons.
- Piliers romans de la nef.
- La clef de voûte de la première travée, ornée d'un Agnus Dei.

### Transept
Trenutni stanje transepta je iz osemnajstega in devetnajstega stoletja. To ni ista lokacija kot prečna ladja iz srednjega veka, ki je izginila v času podaljšanja kora. 
Krak iz šestnajstega stoletja je na severovzhodu in njegova gradnje je povzročila rušenje dela ladijske stene. Zgrajen je iz apnenca in pokrita s kupolasto ovalno kupolo. Ta kupola je razdeljena na geometrijske enote, ki obsegajo odprtino v njegovi sredini. Prvotno je bil opremljen z oknom, ki je omogočilo razsvetljavo.
Krak iz devetnajstega stoletja, ki se nahaja na jugozahodu, ni zahteval le rušenja dela stene ladje, temveč tudi dela zakristije iz petnajstega stoletja. Ta krak je simetričen tistemu iz šestnajstega stoletja, vendar je neoromanski.
- le bras du  .
- La coupole du bras du  .
- Détail de l'ovale central.

### Kor
Kor je rezultat več podaljškov in to je del stolnice z najmanj doslednosti. Obstaja le nekaj stebrov z romansko bazo, splošna struktura je bila zgrajena v petnajstem stoletju. Razširjena je bila na obeh straneh v šestnajstem in devetnajstem stoletju, danes pa je skoraj enake širine kot je prečna ladja. Ambulatorij iz šestnajstega stoletja ima značilne majhne loke z ravnimi in okroglimi sklepniki.
- L'ancienne croisée du transept, qui porte le clocher, avec ses colonnes du début du  .
- Une voûte dans le chœur.
- Le déambulatoire du  .

### Zvonik
Zvonik, kvadrat v tlorisu, se nahaja na križišču ladij in izhaja iz enajstega stoletja. Sedanja stavba sega do spodnjega dela v dvanajsto stoletje. Ima odprta okna s krogovičjem in obdana z loki. Spodnji del je leta 1353 in leta 1563 pogorel in ni bil nikoli obnovljen. Namesto tega je bilo zgrajeno zgornje nadstropje leta 1905. Narejen je iz granita, s streho iz skrilavca, ki spominja na zvonik cerkve Saint-Germain-des-Prés, Pariz.

### Portali
Portali prečne ladje so najbolj zanimivi. Eden iz šestnajstega stoletja predstavlja prehod iz renesančne umetnosti in klasični slog. Predstavlja like in starinske okraske, kot so korintski stebri in ogredje, tudi srednjeveške podrobnosti, kot so romanski lok, ki se dviga nad vrati. Njegova postavitev spominja na oltarne podobe, ki so bile narejene v sedemnajstem stoletju. V nišah so bili prvotno kamniti kipi. Med revolucijo so bili odstranjeni. V letu 1853 so jih nadomestili drugi kipi. Prikazujejo svetnike Ambroža, Leona, Bernarda, Avguština in Jurija.
Južni portal je iz devetnajstega stoletja, neoromanski slog, medtem ko je tisti ladijski romanski in izvira iz srednjega veka. To je težko razumeti, ker gleda ozko ulico.
- Le portail du bras nord.
- Le portail du bras sud.
- Le portail de la nef.
- Le portail de la nef.